# Попов Віктор Миколайович (фізик)
Віктор Миколайович Попов (27 жовтня 1937 — 16 квітня 1994) — російський фізик-теоретик, фахівець в галузі квантової теорії калібрувальних полів, професор. Світову популярність здобула його спільна з Л. Д. Фаддєєвим робота в галузі квантування неабелевих калібрувальних теорій. Іменами Л. Д. Фаддєєва та В. М. Попова названий фундаментальний об'єкт, що виникає при квантуванні калібрувальних теорій — Духи Фаддєєва — Попова.

## Біографія
Закінчив кафедру теоретичної фізики фізичного факультету ЛДУ та у 1959 році розпочав роботу у групі Ю. В. Новожилова у Ленінградському відділенні математичного інституту ім. В. А. Стеклова АН СРСР (ЛВМІ АН СРСР).
Після завершення аспірантури на кафедрі теоретичної фізики ЛДУ працював асистентом кафедри вищої математики та математичної фізики, захистив у 1966 році кандидатську дисертацію на тему «Застосування методу температурних функцій Гріна до теорії бозе-систем» під керівництвом Ю. В. Новожилова.
Починаючи з 1965 року, все життя пропрацював у Ленінградському відділенні Математичного інституту ім. В. А. Стеклова АН СРСР.
Разом із Л. Д. Фаддєєвим створив наукову групу, яка переросла у 70-ті роки до лабораторії математичних проблем фізики. Був завідувачем лабораторії.
1973 року захистив у Ленінградському відділенні Математичного інституту ім. В. А. Стеклова АН СРСР докторську дисертацію на тему «Континуальні інтеграли в квантовій теорії поля та статистичної фізики», присвячену викладу квантової теорії калібрувальних полів на основі методу континуального інтегрування, а також застосування функціонального інтегралу до різних квантових завдань статистичної фізики.
Автор понад 100 наукових праць та 7 монографій. Його роботи присвячені застосуванню методу континуального інтегралу до надплинних бозе- та фермі-систем та інших проблем теорії конденсованих середовищ, а також різних актуальних проблем теоретичної фізики.
Співавтор методу Попова — Федотова.
Викладав на фізичному факультеті Санкт-Петербурзького державного університету .
Був неабияким шахістом і брав активну участь у шахових турнірах.

## Книги
- Коноплёва Н. П., Попов В. Н. Калибровочные поля (1-е изд.) — М.: Атомиздат, 1972. // (2-е изд.) — М.: Атомиздат, 1980. // (3-е изд.) — Едиториал УРСС, 2000. — ISBN 5-8360-0164-2, ISBN 978-5-8360-0164-3.
- Попов В. Н., Ярунин В. С. Коллективные эффекты в квантовой статистике излучения и вещества. — Л.: ЛГУ, 1985.
- Попов В. Н. Континуальные интегралы в квантовой теории поля и статистической физике. — М.: Атомиздат, 1976.